# Valentin Mättig
Valentin Mättig (* 13. März 1990) ist ein ehemaliger deutscher Skilangläufer.

## Werdegang
Mättig, der von Janko Neuber trainiert wurde und für den WSC Erzgebirge Oberwiesenthal startete, begann seine internationale Karriere bei Junioren-Rennen 2005. Am 13. Januar 2007 startete er erstmals bei einer Qualifikation zum Skilanglauf-Alpencup in Cogne. Nachdem er die Qualifikation als 68. verpasste, startete er einen Tag später erneut im Junioren-Rennen und gewann dieses. Beim folgenden Europäischen Olympischen Winter-Jugendfestival 2007 im spanischen Jaca lief Mättig über 7,5 km im klassischen Stil auf den 15. Platz, bevor er über die 10-km-Distanz als Siebenter ins Ziel kam. Im März 2007 konnte er beim Alpencup von Val Casies als 24. erstmals Continental-Cup-Punkte sammeln. Im Januar 2008 lief Mättig in Sankt Jakob im Rosental erstmals unter die besten 20 des Alpencups. Im Februar gewann er im Bayerischen Wald erneut ein Junioren-Rennen. Bei den Nordischen Junioren-Skiweltmeisterschaften 2009 in Praz de Lys Sommand lief Mättig auf Rang 29 über 10 km. Wenige Wochen später gewann er erneut ein Junioren-Rennen in Schilpario. Im Januar 2011 lief er im Alpencup von Oberwiesenthal in der 20-km-Verfolgung erstmals aufs Podium und wurde Dritter.
Bei den Deutschen Skilanglauf-Meisterschaften 2011 in Hirschau konnte sich Mättig erstmals eine nationale Medaille sichern und gewann über die 10-km-Einzeldistanz im freien Stil die Silbermedaille hinter Andy Kühne. Drei Wochen später lief er in Rogla als Dritter erneut auf ein Alpencup-Podium. In der Folge musste sich Mättig mit eher mittelmäßigen Platzierungen zufriedengeben. Erst im Januar 2012 lief er in Arvieux wieder unter die Top 10. Im Februar verpasste er als Vierter in Campra ein weiteres Podium nur knapp. Für die Saison 2012/13 nahm Mättig an den DSV-Qualifizierungsrennen für den A-Kader im Skilanglauf-Weltcup teil, musste sich aber den angestammten Athleten geschlagen geben. Im Januar 2013 lief er bei der U23-Weltmeisterschaft in Liberec über 15 km auf Platz 25. Bei den Europäischen Polizeimeisterschaften 2013 gewann Mättig eine Silbermedaille.
Bei den Deutschen Skilanglauf-Meisterschaften 2015 in Oberwiesenthal gewann Mättig im Einzelrennen über 10 km den Titel. In der Verfolgung sicherte er sich die Bronzemedaille. Im Teamsprint wurde er gemeinsam mit Lennart Metz am Ende Fünfter. Wenig später beendete er seine bis dahin erfolgreichste Alpencup-Saison 2014/15 als Siebenter der Gesamtwertung. Nach der Saison 2020/21 beendete er seine Karriere.
Neben dem Skilanglauf im Winter startet Mättig seit 2009 auch unregelmäßig bei Rollski-Wettbewerben im Sommer. So gewann er im August 2010 den 92-km-Marathon auf dem Fläming-Skate.

## Erfolge

### Siege bei Continental-Cup-Rennen
| Nr. | Datum           | Ort            | Disziplin                       | Serie    |
| --- | --------------- | -------------- | ------------------------------- | -------- |
| 1.  | 11. Januar 2015 | Oberwiesenthal | 15 km klassisch Individualstart | Alpencup |